# Timmonsville
Timmonsville – miasto w Stanach Zjednoczonych, w stanie Karolina Południowa, w hrabstwie Florence.